# (18994) Nhannguyen
(18994) Nhannguyen (2000 RO50) – planetoida z pasa głównego asteroid okrążająca Słońce w ciągu 3,65 lat w średniej odległości 2,37 j.a. Odkryta 5 września 2000 roku.